# Cuộc vây hãm Lille (1914)
Cuộc vây hãm Lille là một trận vây hãm trong cuộc "Chạy đua ra biển" trên Mặt trận phía Tây thời Chiến tranh thế giới thứ nhất, đã diễn ra từ ngày 10 cho đến ngày 12 tháng 10 năm 1914, tại thị trấn công nghiệp quan trọng Lille của Pháp. Sau một đợt công pháo dữ dội của quân Đức vào Lille, trận bao vây đã kết thúc với chiến thắng của quân đội của Đức hoàng trước quân đội Pháp đồn trú tại thị trấn này. Lille là lãnh thổ cuối cùng mà quân đội Đức chiếm được trong năm 1914. Cũng như sự thất thủ của Antwerp không lâu trước đó, việc đánh mất Lille và các cảng eo biển Anh vào tháng 10 đã chứng tỏ khó khăn không nhỏ của phe Hiệp Ước trong cuộc chiến tranh. Thành công của Quân đoàn XIX của Đức tại Lille đã đem lại cho họ tù binh từ đội quân trú phòng của Pháp. Ngoài ra, quân Đức cũng bắt đầu cuộc chiếm đóng của mình tại Lille cho tới cuối năm 1918, và sự thất thủ của thành phố quan trọng này đã làm dấy lên tinh thần lạc quan của người Đức ở quê nhà.
Sau thắng lợi của mình trong trận Biên giới Bắc Pháp, quân đội Đức đã tiếp tục tiến vào Pháp và đánh chiếm thị trấn công sự Lille vào cuối tháng 8 năm 1914. Tuy nhiên, vào ngày 5 tháng 9, quân Đức đã từ bỏ Lille, quân Pháp tái lập quyền kiểm soát tại đây. Sau trận sông Aisne lần thứ nhất, cuộc "Chạy đua ra biển" đã diễn ra với mục đích của cả hai phe là bọc sườn đối phương. Vào cuối tháng 9, Tổng tư lệnh quân đội Pháp Joseph Joffre đã thiết lập một tập đoàn quân mới, và lực lượng này án ngữ tại Arras và Lens, thực hiện sự liên kết mỏng manh với đạo quân đồn trú tại Dunkerque và lực lượng đồn trú tại Lille, gồm các lực lượng nội địa và lính cưỡi ngựa người Algérie của Pháp. Vào ngày 4 tháng 10, với bước tiến của mình, quân đội Đức đã đánh chiếm Lens, song ngay từ ngày 3 tháng 10, các lực lượng tuần tiễu của Đức đã đến gần thành phố. Vào buổi sáng ngày 4 tháng 10, một đoàn xe bọc thép của đưa một nhóm thương kỵ binh của họ vào Lille. Song, một nhân viên đã bẻ ghi đoàn xe về đường tàu tránh, và tại đây quân Pháp đã tập kích đoàn xe của Đức. Ngoài ra, lực lượng bộ binh Đức cũng tiến đánh Lille từ Tourcoing, nhưng bị quân Pháp đẩy lùi. Cùng ngày, một đạo quân Đức vượt sông Lys từ bên Bỉ sang bên Pháp, nhưng thất bại. Gia tranh tiếp diễn trong ongày 5 tháng 10, khi nhiều binh sĩ Đức đi vòng qua thành phố về phía nam. Quân Đức cũng nã pháo ở hướng tây Lille vào ngày 6 tháng 10, và một trung đoàn Pháp đã thu được 2 khẩu đại bác của Đức. vào ngày 10 tháng 10, một đại đội Thương Kỵ binh Đức đã tiến vào Lille. Trong ngày hôm ấy, quân đội Đức đã bắt đầu pháo kích, và quả đạn pháo đầu tiên của quân Đức rơi xuống tòa thị chính. Đến trưa, tình hình trở nên im ắng, song pháo kích tiếp tục trong ngày hôm sau.
Sau một khoảng thời gian tạm ngưng, quân Đức tiếp tục công pháo trong suốt đêm ngày 11 tháng 10, gây cháy ở nhiều nơi. Cho đến ngày 12 tháng 10, quân đội Đức lại thực hiện một đợt pháo kích, sau đó quân bộ binh Đức tấn công và nhanh chóng buộc lực lượng nội địa Pháp phải triệt thoái. Thành phố Lille bị buộc phải đầu hàng, vào ngày 13 tháng 10, trong khi thành phố vẫn còn đang cháy, quân đội Bayern, theo sau là nhiều lực lượng khác của Đức, đã tiến vào Lille. Trái ngược với những bản tin mà báo chí Đức đưa ra sau thắng lợi vang dội tại Lille, thị trấn này đã bị hư hại nặng nề trong cuộc vây hãm. Nhiều công trình bị phá hủy hoặc gần như là bị phá hủy, và biển tên của cửa hàng Belle Jardinière cũng rơi vào tình trạng tương tự.